# 埃尔默洛
埃尔默洛（荷兰语：Ermelo，荷蘭語發音：[ˈɛrməloː] ⓘ）是荷蘭的一個市镇。埃尔默洛屬於海爾德蘭省。這一地名來自於lo一詞，意為木頭。城鎮至少自855年就已經開始存在。

## 外部連結
- 维基共享资源上的相關多媒體資源：埃尔默洛
- 官方网站 （荷兰文）